# Bosó d'Arle
Per personatges amb el nom Bosó, vegeu la pàgina de desambiguació Bosó
Bosó d'Arles o Bosó I d'Arle (885 - † 936) dit també Bosó VI de Provença, comte d'Avinyó i Vaisin (911- 931), comte d'Arles (926- 931) i marquès de Toscana (931- 936).
Era fill de Teobald d'Arle i Berta de Lotaríngia, una filla il·legítima de Lotari II de Lotaríngia.

## Biografia
El 926, va succeir al seu germà Hug d'Arle com a comte d'Arles quan aquest va deixar Arle per anar a Itàlia. Bosó d'Arles es va implicar també a Itàlia i va ser designat marquès de Toscana el 931 pel seu germà després de la deposició de Lambert de Toscana. A Provença, Bosó va ser reemplaçat llavors pel seu gendre, el marit de la seva filla Berta i fill de Ricard el Justicier, també anomenat Bosó i conegut com a Bosó I (895- 935) Bosó d'Arle va intervenir igualment a Lorena contra Enric I d'Alemanya.
Va ser finalment deposat i arrestat el 936 i reemplaçat per un fill il·legítim d'Hug: Hubert. En realitat Bosó d'Arles va morir probablement assassinat sota les ordes del seu germà Hug. A instàncies de la seva dona Wil·la, hauria intentat un cop de força contra Hug.

## Genealogia
D'una primera esposa no identificada, hauria tingut un fill:
- Rotbald l'Antic o Rotbold l'Antic (vers 907-936) que es va casar amb Ermengarda d'Aquitània, filla de Guillem el Pietós, i fou assassinat pel seu oncle el rei Hug el 936.

Es va casar llavors amb Wil·la de Borgonya, filla de Rodolf I de Borgonya i de Wil·la de Provença. D'aquesta unió van néixer quatre filles:
- Berta d'Arle (abans de 912- després de 18 d'agost de 965), comtessa d'Arle qui es va casar probablement el 924[5] amb Bosó I (895- 935),[6] fill del duc de Borgoyna, Ricard el Justicier. Bosó era abat laic de l'abadia de Saint-Pierre de Moyenmoutier i de l'abadia de Remiremont als Vosges. Quan va esdevenir vídua, Berta d'Arle es va casar el 936 amb Ramon II († 961), comte de Rouergue.[7] Es diu igualment que va acollir al seu oncle Hug d'Arle a Arle el 947.

- Wil·la III (912-970) qui fou reina d'Itàlia el 930 casant-se amb Berenguer II, rei d'Itàlia.

- Riquilda

- Gisela